# William Tierney Clark
William Tierney Clark (Bristol, 1783. augusztus 23. – London, 1852. szeptember 22.) angol mérnök. Elsősorban hidak tervezésével és építésével foglalkozott, az elsők között tervezett függőhidakat.
Széchenyi István és Andrássy György 1838-ban Londonban bízta meg a pest-budai Lánchíd tervezésével, melynek építésekor több alkalommal is járt Pesten. A Lánchíd építési munkáit irányító Clark Ádámnak csak névrokona.

## Életpályája
1811-től önálló tervezőmérnök. A Temze és a Medway csatornák építésével 1819-től vált neve ismertté szakmai körökben. 1827-33-ig megépült hídjai: Hammersmith Bridge, ami az első függőhíd volt a Temze fölött (1827), Marlow Bridge (1832), Norfolk Bridge (1833), 1849-ben készült el a Széchenyi lánchíd Buda és Pest között.

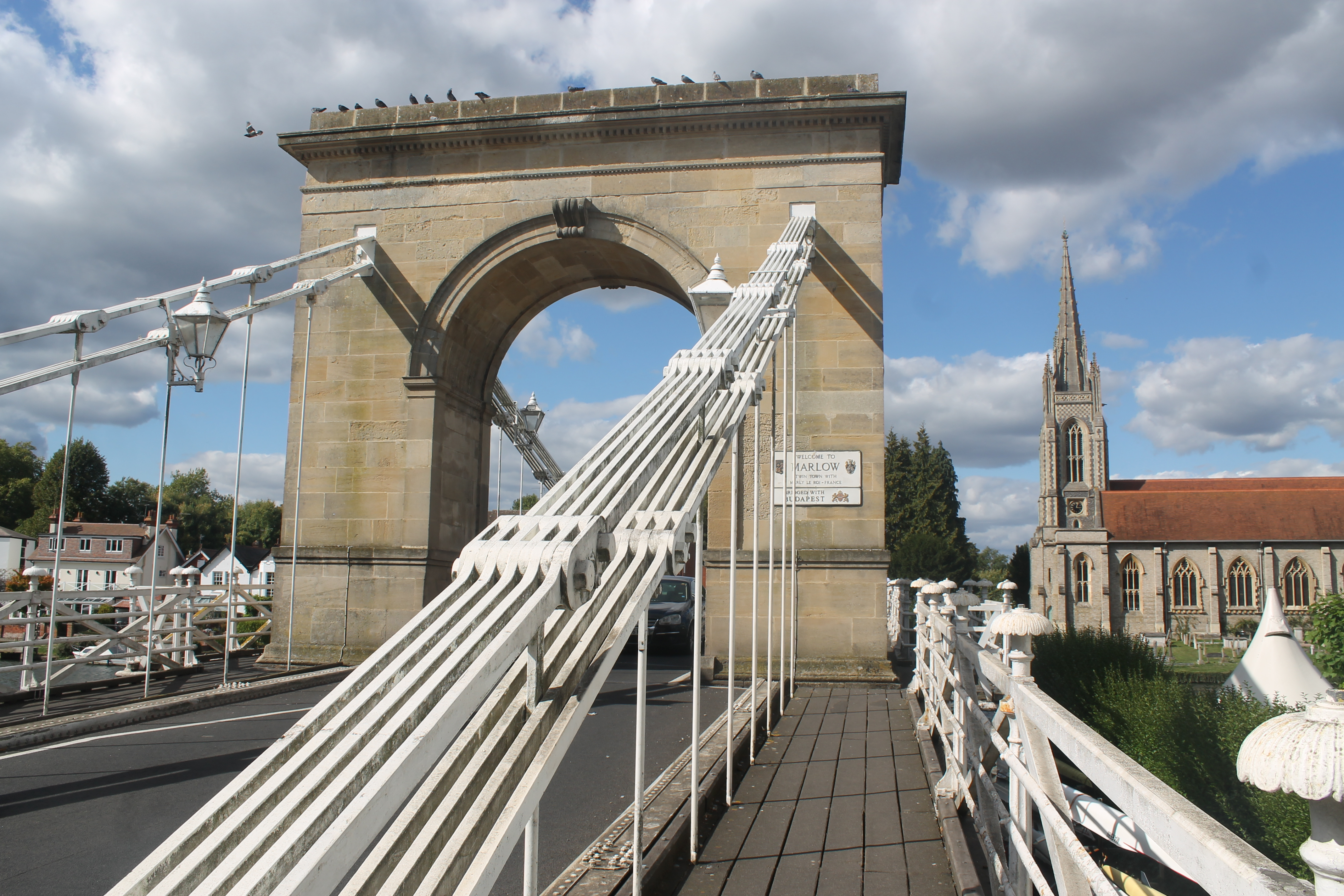
A Marlow Bridge (Maidenhead mellett)

A Marlow Bridge a Széchenyi lánchídhoz nagyon hasonló, annál kisebb, elődjének, prototípusának tekinthető megjelenésére és kivitelezésére való tekintettel.

## A tiszteletére alapított díj

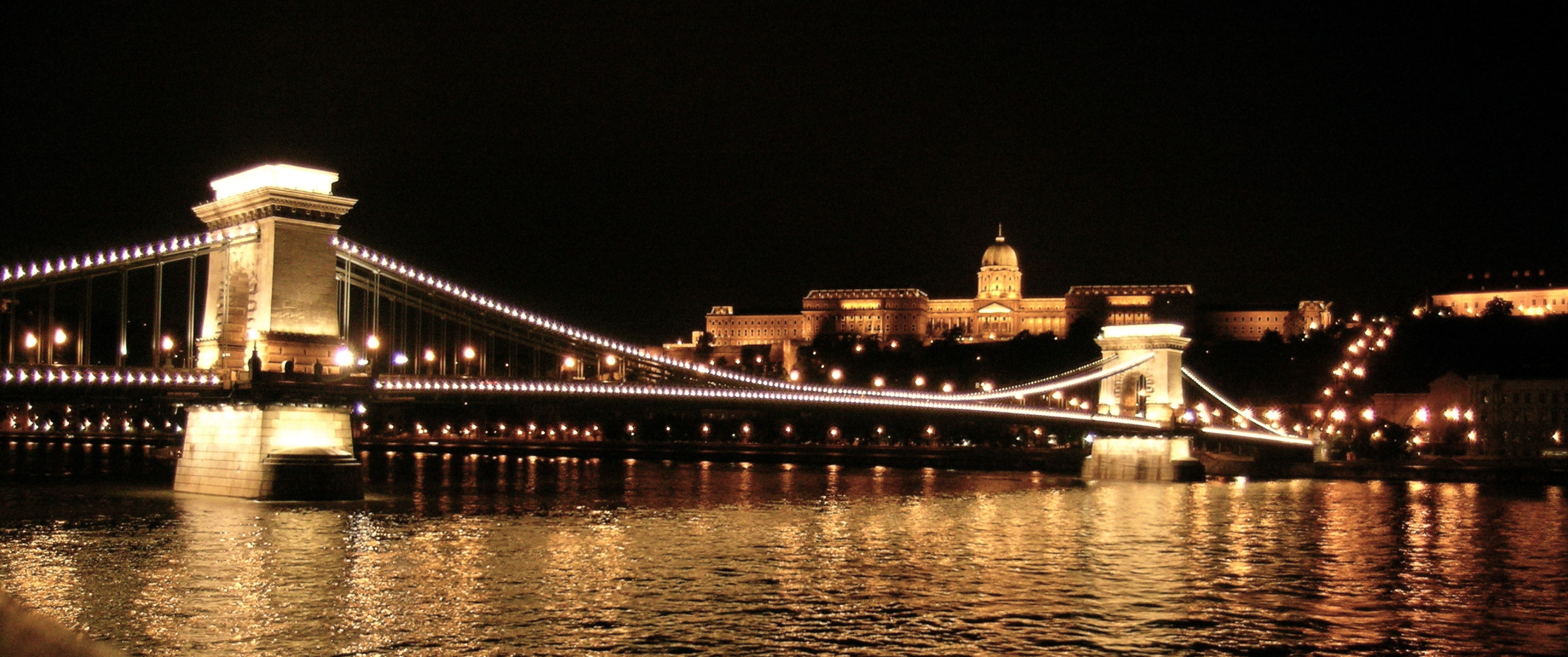
Széchenyi lánchíd éjszaka (Budapest)

Az Institution of Civil Engineers (Nagy Britannia), a Magyar Mérnöki Kamara és a Magyar Tanácsadó Mérnökök és Építészek Szövetsége 2000-ben megalapította a Tierney Clark Díjat, amellyel kiemelkedő mérnöki alkotásokat díjaznak.

## Képgaléria

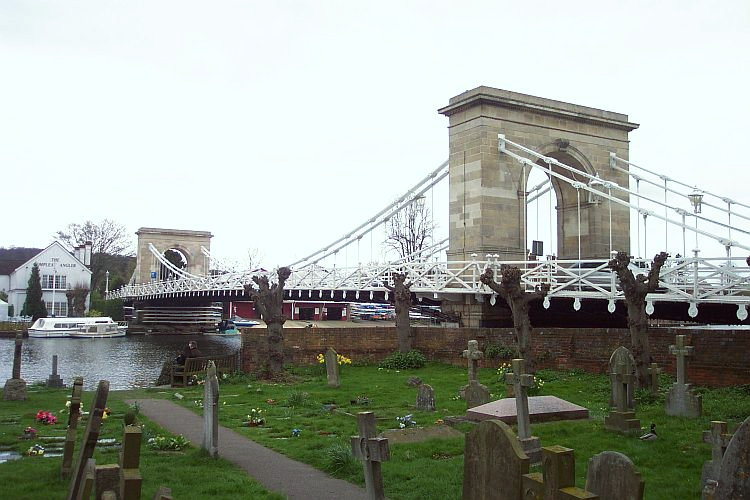
Marlow Bridge (Marlow, Nagy-Britannia, 1832)
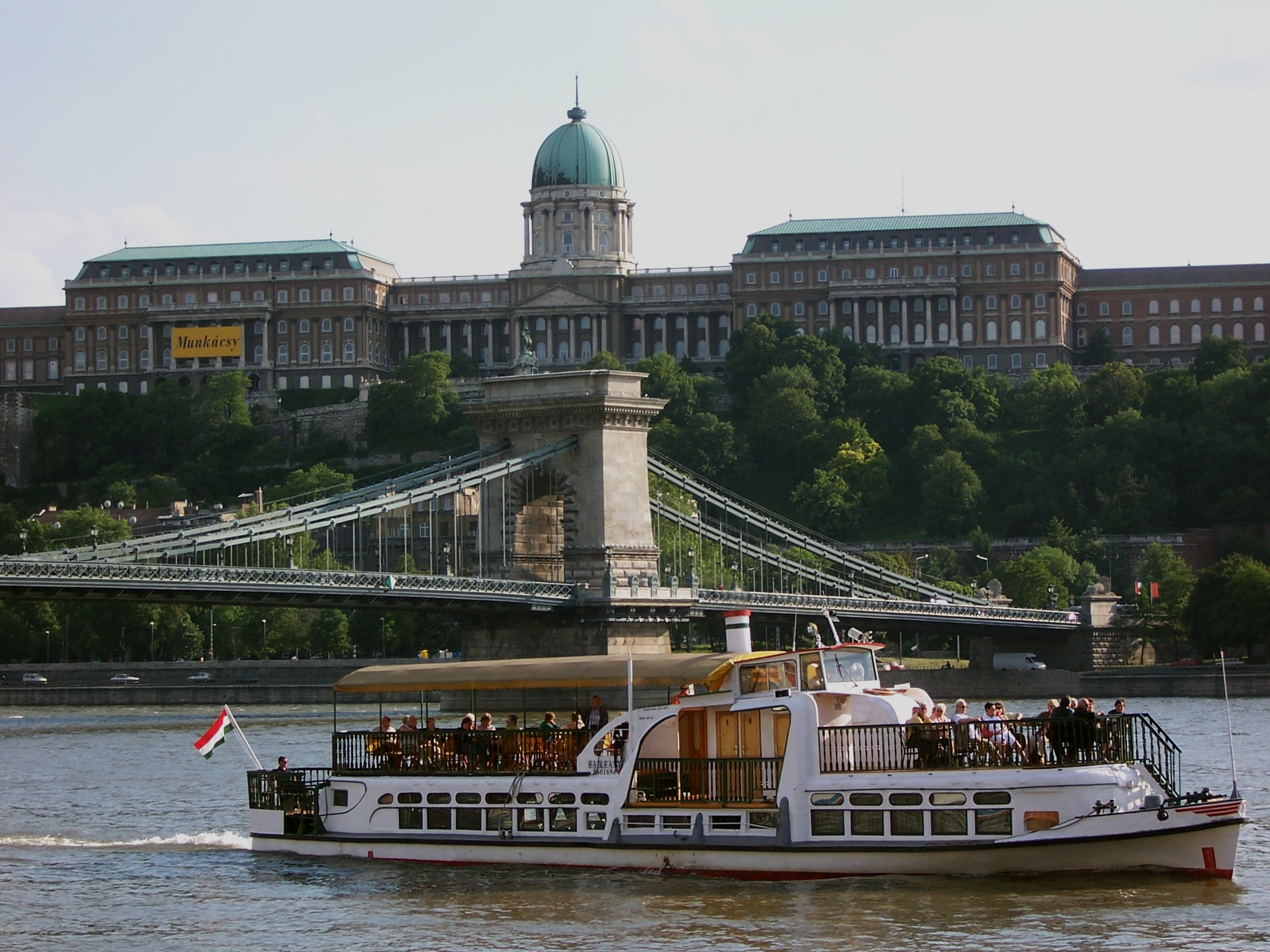
Széchenyi lánchíd a budai Palotával (1849)
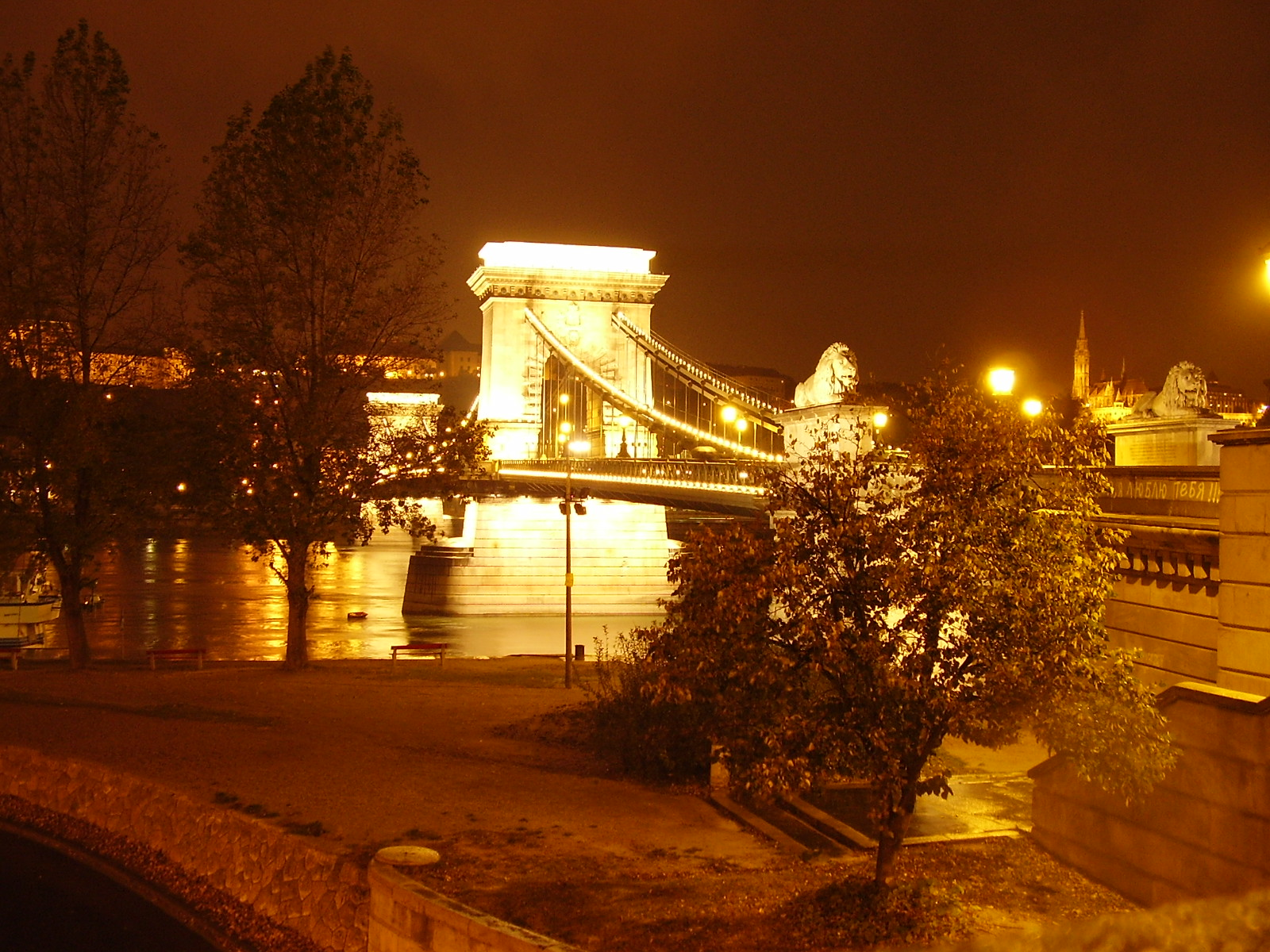
Széchenyi lánchíd éjszaka (Budapest)
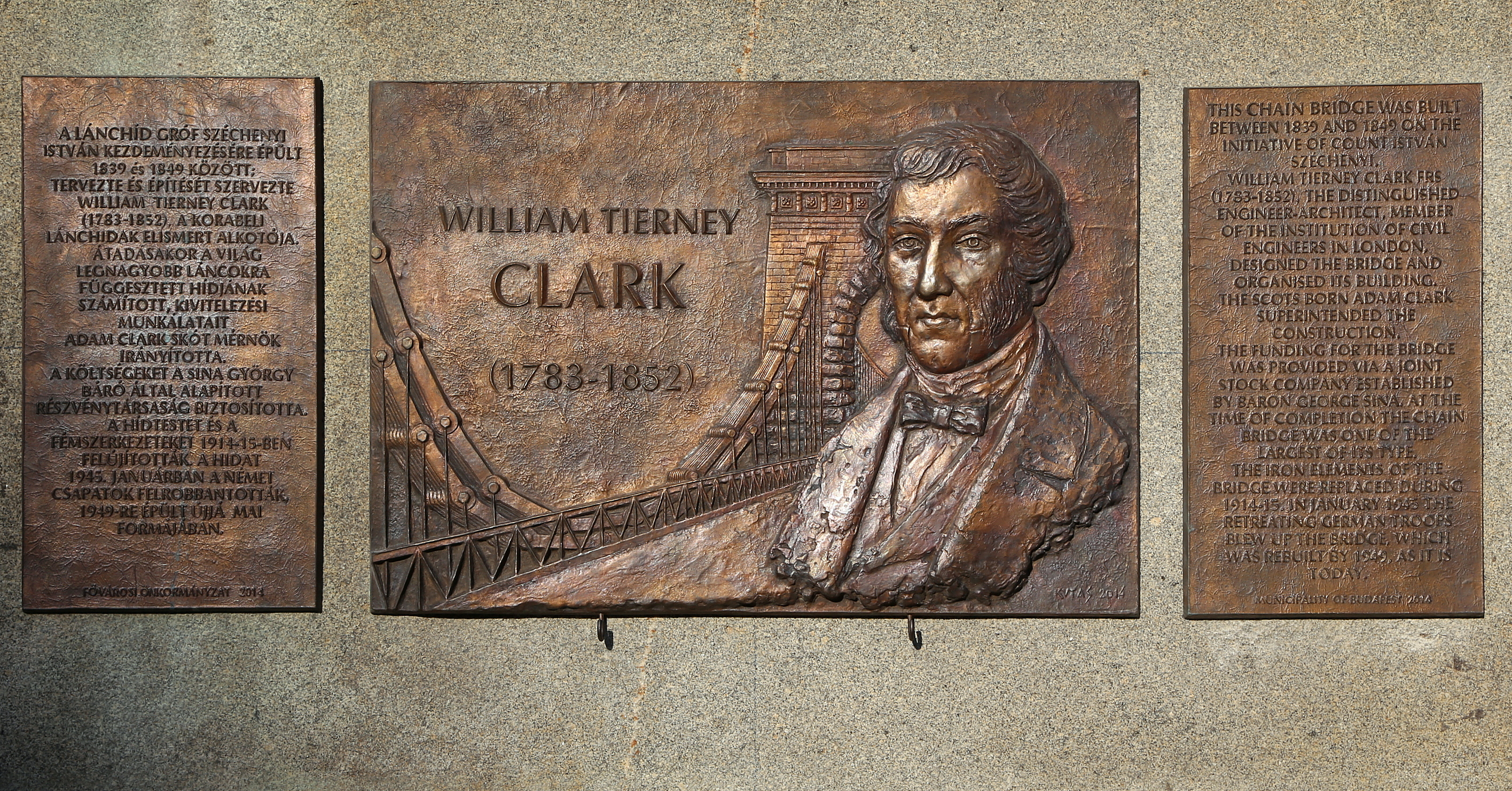
Emléktábla a Lánchíd pesti hídfőjénél
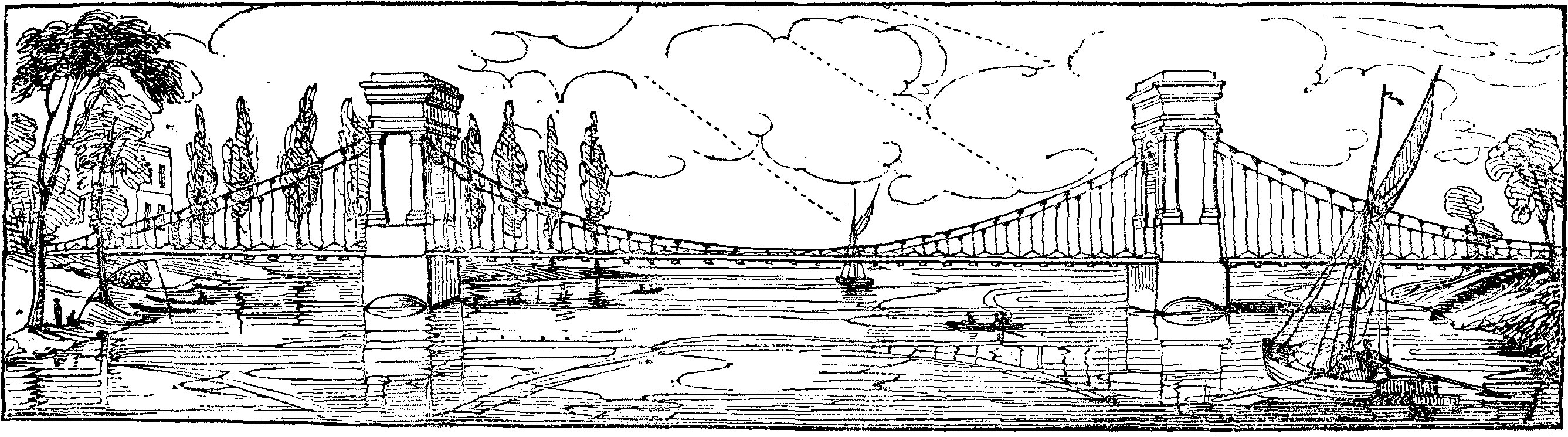
Hammersmith bridge 1827-1887